# Jirayu Pleenaram
Jirayu Pleenaram (* 9. Februar 1996) ist ein thailändischer Leichtathlet, der im Sprint und im Mittelstreckenlauf an den Start geht.

## Sportliche Laufbahn
Erste internationale Erfahrungen sammelte Jirayu Pleenaram bei den Juniorenasienmeisterschaften 2014 in Taipeh, bei denen er mit 1:59,83 min im 800-Meter-Lauf den fünften Platz belegte. Im Jahr darauf wurde er bei den Südostasienspielen in Singapur in 1:54,36 min Sechster. Bei den Asienmeisterschaften 2017 im indischen Bhubaneswar schied er über 800 Meter in der ersten Runde aus und gewann mit der thailändischen 4-mal-400-Meter-Staffel in 3:06,48 min die Bronzemedaille hinter den Mannschaften aus Indien und Sri Lanka. Bei den Südostasienspielen in Kuala Lumpur gewann er Gold mit der Staffel und wurde im Einzelbewerb Sechster, ehe er anschließend bei der Sommer-Universiade in Taipeh mit der Staffel in der Vorrunde ausschied. Anfang September gewann er bei den Asian Indoor & Martial Arts Games in Aşgabat in 3:21,21 min die Bronzemedaille hinter Pakistan und Katar.
2018 nahm er erstmals an den Asienspielen in Jakarta teil, schied dort mit der Männerstaffel im Vorlauf aus, während er mit der gemischten Staffel in 3:25,80 min den sechsten Platz belegte. Im Jahr darauf erreichte er bei den Asienmeisterschaften in Doha das Halbfinale, in dem er mit 1:51,98 min ausschied und mit der Staffel in 3:10,28 min auf Rang vier gelangte. Anschließend gelangte er bei der Sommer-Universiade in Neapel bis in das Halbfinale und schied dort mit 1:51,17 min aus, während er mit der Staffel in 3:07,00 min auf Rang sechs gelangte. Anfang Dezember wurde er bei den Südostasienspielen in Capas in 1:51,68 min Vierter und 2022 gewann er bei den Südostasienspielen in Hanoi in 1:55,77 min die Silbermedaille über 800 Meter hinter seinem Landsmann Joshua Atkinson. Im Jahr darauf gelangte er bei den Asienmeisterschaften in Bangkok in 3:05,63 min den fünften Platz und wurde bei den Asienspielen in Hangzhou in 3:04,23 min Vierter.
2025 belegte er bei den Asienmeisterschaften in Gumi in 3:!8,70 min den achten Platz mit der 4-mal-400-Meter-Staffel und gelangte mit der Mixed-Staffel mit 3:26,05 min auf Rang sieben.
In den Jahren von 2020 bis 2022 wurde Pleenram thailändischer Meister im 800-Meter-Lauf sowie 2021 und 2024 auch über 400 Meter und 2022 in der 4-mal-400-Meter-Staffel. 

## Bestleistungen
- 400 Meter: 46,78 s, 22. Februar 2017 in Nakhon Ratchasima
- 800 Meter: 1:51,17 min, 12. Juli 2019 in Neapel